# Alonsotegi
Alonsotegi è un comune spagnolo di 2 662 abitanti situato nella comunità autonoma dei Paesi Baschi.